# Calycorectes ferrugineus
Calycorectes ferrugineus är en myrtenväxtart som beskrevs av Joáo Rodrigues de Mattos. Calycorectes ferrugineus ingår i släktet Calycorectes och familjen myrtenväxter. Inga underarter finns listade i Catalogue of Life.